# The Guernsey Literary and Potato Peel Pie Society
The Guernsey Literary e Potato Peel Pie Society é um filme drama-romântico histórico de 2018 dirigido por Mike Newell e escrito por Don Roos e Tom Bezucha. O roteiro é baseado no romance de mesmo nome de 2008, escrito por Mary Ann Shaffer e Annie Barrows. O filme é estrelado por Lily James, Michiel Huisman, Glen Powell, Jessica Brown Findlay, Katherine Parkinson, Matthew Goode, Tom Courtenay e Penelope Wilton. Situado em 1946, o enredo segue uma escritora em Londres, que começa a trocar cartas com os moradores na ilha de Guernsey, que estava sob ocupação alemã durante a Segunda Guerra Mundial.
Um empreendimento britânico e francês, o filme foi distribuído e financiado pela StudioCanal e produzido pela Blueprint Pictures e pela Mazur/Kaplan Company. Em 2010, o desenvolvimento começou em uma adaptação cinematográfica baseada no romance de Shaffer. Inicialmente, Kate Winslet foi anunciada como líder, com Kenneth Branagh anexado ao direto. No entanto, ambos saíram em fevereiro de 2013. Em outubro de 2016, James assinou o papel principal, com Newell pronto para dirigir. O filme entrou em pré-produção em janeiro de 2017, com as filmagens ocorrendo em toda a Inglaterra de 23 de março a 15 de maio de 2017.
The Guernsey Literary and Potato Peel Pie Society estreou em Londres em 9 de abril de 2018 e foi lançada nos cinemas no Reino Unido em 20 de abril de 2018 e na França em 13 de junho de 2018. O filme arrecadou US$ 15,7 milhões em todo o mundo e recebeu críticas positivas dos críticos. Foi distribuído em outras áreas internacionais pela Netflix em 10 de agosto de 2018 como um filme original.

## Enredo
Juliet Ashton é uma escritora na Londres de 1946 que decide visitar Guernsey, uma das Ilhas do Canal invadidas pela Alemanha durante a Segunda Guerra Mundial, depois que ela recebe uma carta de um fazendeiro contando sobre como um clube do livro local foi fundado durante a guerra. Lá ela constrói profundos relacionamentos com os moradores da ilha e decide escrever um livro sobre as experiências deles na guerra.

## Elenco
- Lily James como Juliet Ashton
- Michiel Huisman como Dawsey Adams
- Glen Powell como Mark Reynolds
- Jessica Brown Findlay como Elizabeth McKenna
- Katherine Parkinson como Isola Pribby
- Matthew Goode como Sidney Stark
- Tom Courtenay como Eben Ramsey
- Penelope Wilton como Amelia Maugery
- Bronagh Gallagher como Charlotte Stimple
- Kit Connor como Eli Ramsey
- Andy Gathergood como Eddie Meares
- Florence Keen como Kit McKenna
- Nicolo Pasetti como Christian Hellmann

## Produção

### Desenvolvimento
Em julho de 2010, a produtora Paula Mazur anunciou que um roteiro baseado no romance de mesmo nome de 2008, escrito por Mary Ann Shaffer e Annie Barrows, havia sido escolhido pela Fox 2000 Pictures. Apesar da falta de incentivos financeiros, Mazur afirmou que queria que a adaptação fosse filmada na ilha titular de Guernsey, afirmando que "é tudo uma questão de economia e o que parece certo, mas não posso imaginar não filmar em Guernsey". Várias atrizes foram mencionadas como possíveis membros do elenco, incluindo Kate Winslet, Anne Hathaway e Emily Blunt. Em 4 de agosto de 2011, foi anunciado que Kenneth Branagh estava definido para dirigir o filme, com filmagens destinadas a começar em março de 2012.
Em 13 de janeiro de 2012, Winslet concordou em retratar o papel principal de Juliet Ashton. No entanto, em abril de 2012, o filme foi adiado por mais um ano devido a conflitos de agendamento. Em fevereiro de 2013, Winslet abandonou o projeto, ao lado do então diretor Branagh. Em abril de 2013, Michelle Dockery recebeu o papel principal, embora mais tarde tenha recusado. Em fevereiro de 2016, Mike Newell foi anunciado para dirigir o filme, com Rosamund Pike circulando pelo papel principal. O StudioCanal financiaria e distribuiria o filme. Eventualmente, em outubro de 2016, Lily James foi confirmada para estrelar como Juliet. Em março de 2017, Michiel Huisman e Glen Powell assinaram os papéis de Dawsey Adams e Mark Reynolds respectivamente. O filme entrou em pré-produção em janeiro de 2017, com as filmagens iniciadas na primavera.

## Lançamento
O filme estreou em Londres em 9 de abril de 2018, e foi lançado nos cinemas no Reino Unido em 20 de abril e na França em 13 de junho pela StudioCanal. Foi lançado em outras áreas internacionais, como os Estados Unidos, Canadá, América Latina e certas partes da Europa, pela Netflix como um filme original em 10 de agosto de 2018.

### Resposta crítica

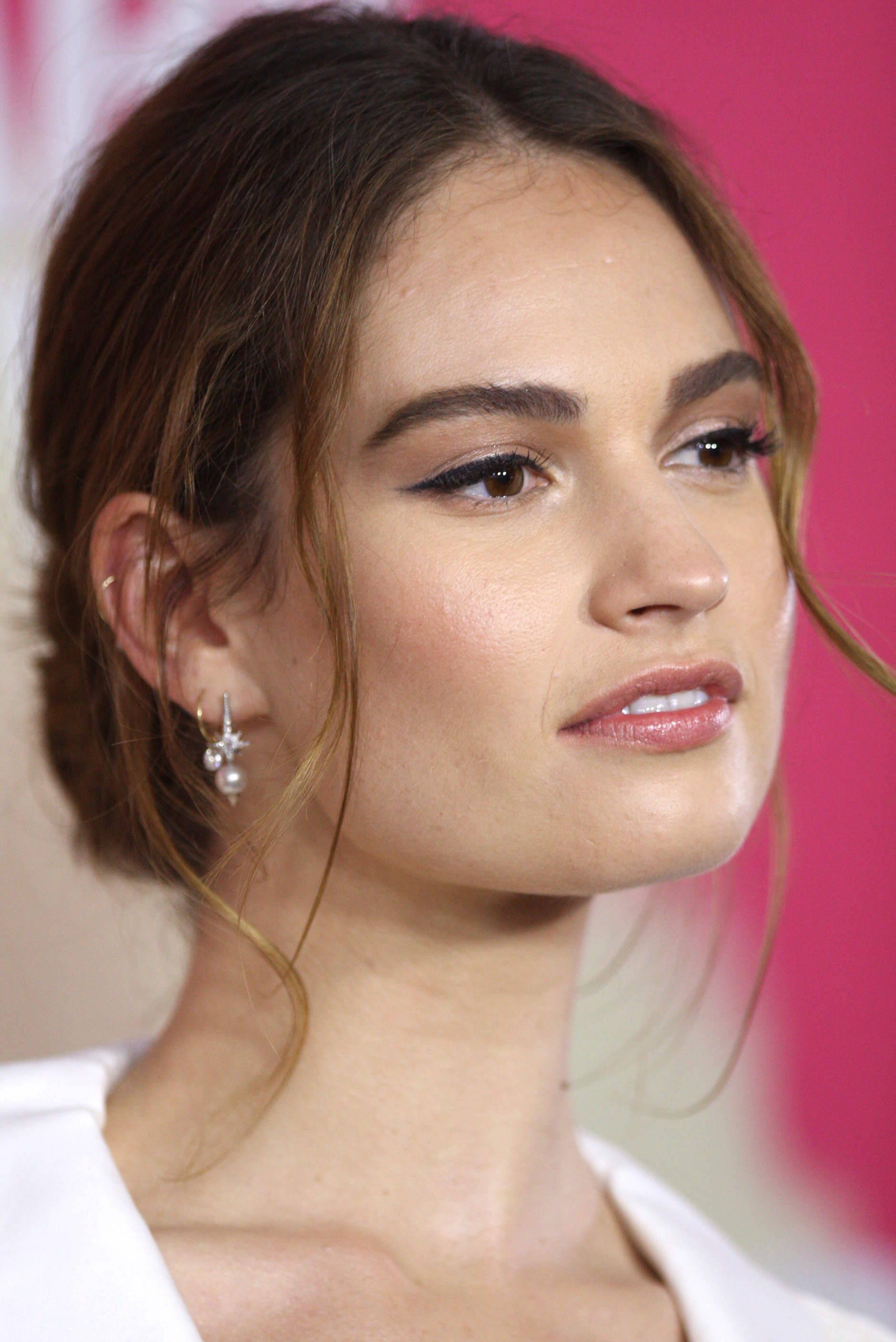
Lily James foi elogiada por sua performance como Juliet Ashton.

No site de agregadores de revisão Rotten Tomatoes, o filme detém uma taxa de aprovação de 81%, com base em 52 avaliações, e uma classificação média de 6,3/10. O consenso crítico do site diz: "Muito mais tradicional e direto do que seu título incómodo, a Guernsey Literary e a Potato Peel Society oferecem comida deliciosa para os fãs de drama da época". Metacritic relata uma pontuação média ponderada de 65 em 100, com base em 9 críticos, indicando "revisões geralmente favoráveis".